# Gorzejowa
Gorzejowa – wieś w Polsce położona w województwie podkarpackim, w powiecie dębickim, w gminie Brzostek. Leży na pograniczu Pogórza Ciężkowickiego i Strzyżowskiego.
| SIMC    | Nazwa           | Rodzaj    |
| ------- | --------------- | --------- |
| 0814599 | Góry Południowe | część wsi |
| 0814607 | Góry Północne   | część wsi |

W latach 1975–1998 miejscowość administracyjnie należała do województwa tarnowskiego.
Miejscowość jest siedzibą rzymskokatolickiej parafii pw. św. Grzegorza Papieża należącej do dekanatu Pilzno w diecezji tarnowskiej.

## Zabytki
- kościół pod wezwaniem św. Grzegorza I papieża, zwany kościółkiem na górach
- kapliczka przydrożna pod wezwaniem Jana Nepomucena z XVIII lub XIX wieku.
- młyn parowy z XIX w.
- cmentarz wojenny z I wojny światowej
- szkoła podstawowa w Gorzejowej